# Gudastviri
Gudastviri (en géorgien : გუდასტვირი) est un instrument folklorique — sorte de cornemuse — répandu en Géorgie. Dans certaines régions, il porte différents noms :
- Ratcha : stviri ou shtviri (en géorgien: სტვირი ou შტვირი)
- Adjarie : chiboni ou chimoni (en géorgien: ჭიბონი ou ჭიმონი)
- Meskhétie : touloumi (en géorgien: თულუმი)
- Kartlie et Pchavie : stviri (en géorgien: სტვირი)

## Facture
Il est composé de deux parties :
1. guda : (la poche), en peau de mouton, à laquelle est incorporé un tube qui sert à la gonfler d'air appelé khreko,
2. stviri ou rqa : (corne), elle aussi incorporée dans le guda, muni de deux tubes de même taille,

- le tube de gauche appelé "mtqmeli" ou "damtskeli" (en géorgien: მთქმელი ou დამწყები), signifiant le "parleur" ou le "commenceur".
- le tube de droite appelé "Modzakhili" ou "mebane" (en géorgien: მოძახილი ou მებანე), signifiant "l'appelé", l’accompagnement.

## Jeu
Le gudastviri est un instrument d'accompagnement des mélodies de danses. Il fait partie d'un ensemble instrumental (avec le doli). 
Le tchiboni est particulièrement connu pour accompagner les danses adjars.